# Caignac
Caignac település Franciaországban, Haute-Garonne megyében. Lakosainak száma 414 fő (2022. január 1.). Caignac Marquein, Saint-Michel-de-Lanès, Gibel, Lagarde és Monestrol községekkel határos.

## Népesség
A település népességének változása:
| Lakosok száma | 170  | 130  | 161  | 242  | 294  | 287  | 356  | 399  | 409  | 414  |
|               | 1968 | 1982 | 1990 | 2006 | 2013 | 2015 | 2017 | 2019 | 2020 | 2022 |